# Universitat de Castella-la Manxa
La Universitat de Castella-La Manxa (UCLM) es va crear mitjançant la Llei de 30 de juliol de 1982 i es va fer efectiva en 1985. Amb la creació d'aquesta universitat es van integrar en una mateixa institució diferents centres universitaris existents en la regió, anteriorment dependents d'altres universitats. A aquests centres es van afegir posteriorment noves facultats i escoles fins a arribar a la configuració actual de la UCLM. La seva implantació va representar la vocació de la comunitat autònoma per a dotar-se d'un sistema universitari propi, al servei dels quasi dos milions de ciutadans de Castella-La Manxa, amb aproximadament 80.000 km² de territori.
La UCLM és una institució regional, estructurada en quatre campus universitaris: Albacete, Ciudad Real, Conca i Toledo, a més dels mini-campus de les localitats d'Almadén, Talavera de la Reina i Puertollano. El campus de la província de Guadalajara és adscrit a la Universitat d'Alcalá.

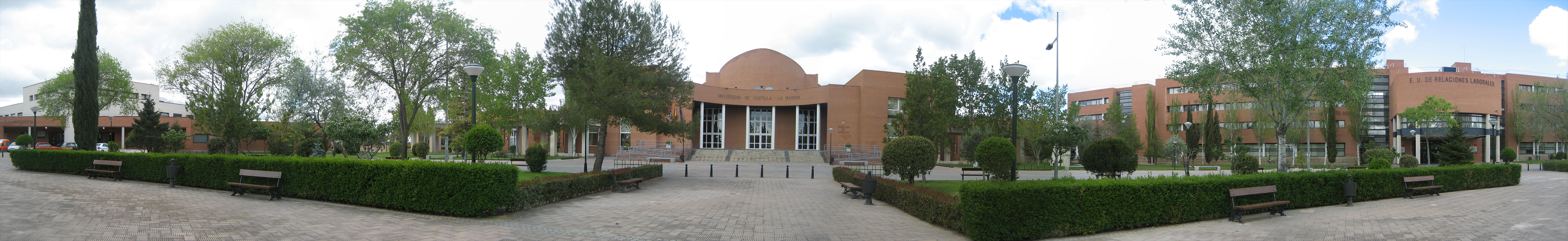
Plaça central del Campus Universitari d'Albacete.

Es tracta d'una universitat jove i dinàmica, adaptada als nous models europeus d'ensenyament superior. Les seves llicenciatures en Belles Arts, Medicina, Ciències Químiques i Dret; i les seves diplomatures en Fisioteràpia, Teràpia Ocupacional i Informàtica, amb molt prestigi.
Cada campus té una gran autonomia, amb el seu propi govern central. El seu rectorat es troba a Ciudad Real i compta amb vicerectorats de campus en la resta, tots connectats amb fibra òptica. A més a més compta amb un important Parc Tecnològic dedicat a la investigació i desenvolupament científic i cultural de la institució. Les seves noves instal·lacions fan d'ella una universitat jove i referencial. L'obertura del curs universitari 2005-2006 va ser presidit pels reis de l'estat.